# Teodor Anioła
Teodor Anioła, ps. Diabeł (ur. 4 listopada 1925 w Poznaniu, zm. 10 lipca 1993 w Strykowie) – polski piłkarz, zawodnik Lecha Poznań, reprezentant Polski. 

## Życiorys
Urodził się 4 listopada 1925 w Poznaniu jako czwarte dziecko konduktora Maksymiliana (1889–1971) i Jadwigi z domu Łakoma (1891–1969). Jego żoną była Helena Anioła (1927–1999). Brat Jana Anioły, także piłkarza (1928–2016).

### Kariera klubowa
Na boisku występował w ataku jako prawy łącznik. Przez niemal całą karierę związany z poznańskim Lechem (1945–1961). W niebiesko-białych barwach zadebiutował 1 lipca 1945 w meczu z Polonią Jarocin 11:1, w którym zdobył 3 gole. W latach 1949–1950 tworzył wraz z napastnikami Edmundem Białasem i Henrykiem Czapczykiem słynny Tercet ABC. Wysoka skuteczność w meczach ligowych – 139 bramek w 196 meczach – przyniosła mu przydomek Diabeł i trzy tytuły króla strzelców polskiej ekstraklasy (1949, 1950, 1951 – za każdym razem z dorobkiem 20 bramek). W roku 1959 krótko był piłkarzem Warty. Wrócił do Lecha i przyczynił się do wywalczenia ponownego awansu do ekstraklasy w roku 1960. Pożegnalny mecz rozegrał 14 maja 1961 w Poznaniu z Cracovią 1:1. Jako piłkarz Lecha zagrał w 5 meczach Pucharu Polski i zdobył w nich 3 bramki (1950–1956). Wcześniej wystąpił w rozgrywkach o wejście do ligi, w których rozegrał 15 meczów i zdobył 29 bramek. Występował też w drugiej lidze, w której rozegrał 45 meczów i zdobył 26 bramek (1958–1960). W rozgrywkach klasy A Poznańskiego OZPN rozegrał 31 meczów i zdobył 40 goli (1945/46) oraz 7 meczów i 9 goli (1946/47).

### Kariera reprezentacyjna
Siedem razy wystąpił w meczach reprezentacji narodowej, uzyskując dwa gole (1950–1954). Występował również w kadrze narodowej "B", w której zagrał w 7 meczach zdobywając 4 gole. Był wielokrotnym reprezentantem Poznania. W latach 1946–1949 wystąpił w 17 meczach w ramach Pucharu Kałuży i zdobył w nich 13 goli. Ponownie zagrał w rozgrywkach Pucharu Kałuży w roku 1958, wystąpił wówczas w 2 meczach, zdobywając 4 gole.

### Działalność po 1961
Po zakończeniu kariery zawodniczej próbował sił jako trener, m.in. prowadząc drużynę rezerw Lecha. Równocześnie pracował jako urzędnik kolejowy. W 1985 roku w plebiscycie Gazety Poznańskiej został wybrany sportowcem 40-lecia Wielkopolski (wyprzedził m.in. Wojciecha Fibaka).
Zmarł 10 lipca 1993 roku w wieku 67 lat w podpoznańskim Strykowie. Został pochowany w grobie rodzinnym na Cmentarzu Junikowo w Poznaniu (pole 4-A-14).

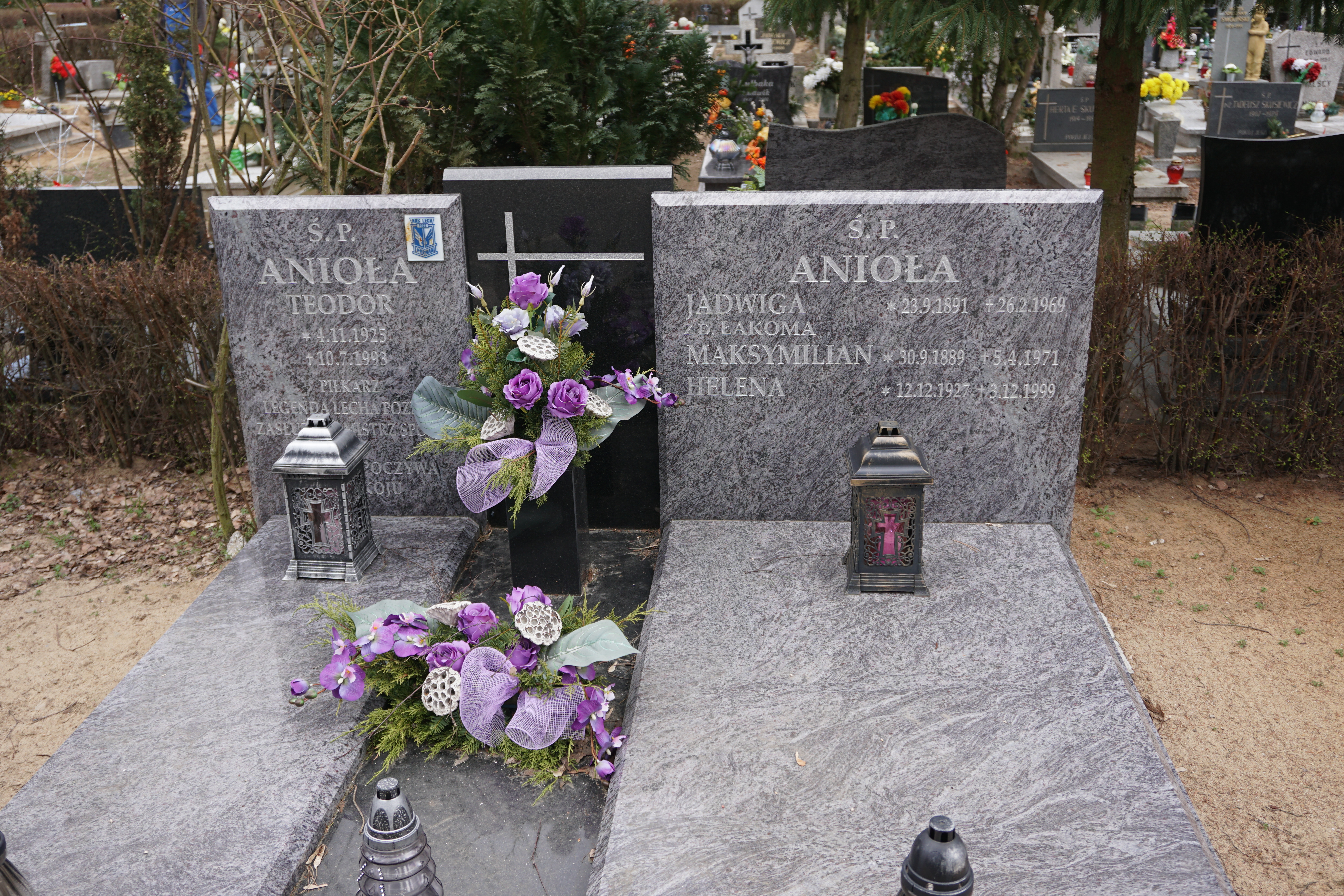
Grób Teodora Anioły na Cmentarzu Junikowskim

Był jednym z najpopularniejszych zawodników Lecha – w 1994 roku kibice uznali go graczem 75-lecia.

## Ordery i odznaczenia
- Krzyż Kawalerski Orderu Odrodzenia Polski
- Odznaka „Zasłużony Mistrz Sportu” (1961)
- Złota Odznaka KKS Lech (pośmiertnie, 2007)[9]

## Upamiętnienie
Od 1994 roku odbywa się coroczny Memoriał Teodora Anioły w piłce nożnej.
Uchwałą Nr LIII/947/VII/2017 z dnia 05-09-2017 Rada Miasta Poznania nadała nazwę Tercetu ABC skwerowi położonemu przy ul. Bułgarskiej i ul. Rumuńskiej w Poznaniu.